# Шишков, Виктор Фёдорович
 Ви́ктор Фёдорович Шишко́в  (21 января 1924 — 15 марта 1999) — командир отделения связи 175-го гвардейского стрелкового полка (58-я гвардейская стрелковая дивизия, 5-я гвардейская армия, 1-й Украинский фронт). Герой Советского Союза.

## Биография
Родился 21 января 1924 года в селе Кошелевка в семье служащего. После окончания средней школы работал учётчиком в совхозе. В 1942 году Беднодемьянским РВК Пензенской области призван в РККА.
С марта 1942 года воевал на Калининском, Степном, 2-м, 3-м и 1-м Украинском фронтах.
Командир отделения связи гвардии старший сержант Шишков особо отличился в боях в ходе Висло-Одерской операции. 23 января 1945 года, получив боевое задание навести линию связи через реку, вместе с первой группой стрелков Шишков форсировал Одер. Посередине реки лодка была разбита снарядом противника. Командир отделения Шишков, бросившись в ледяную воду, под сильным обстрелом противника вброд перешёл на левый берег реки, тяня за собой телефонный провод и аппаратуру. Выбравшись на берег, Шишков быстро установил связь и стал корректировать огонь артиллерии. Группа десанта под командованием Шишкова, отразив контратаки противника, отвоевала левобережный плацдарм.
Указом Президиума Верховного Совета СССР от 27 июня 1945 года за образцовое выполнение боевых заданий командования на фронте борьбы с немецкими захватчиками и проявленные при этом отвагу и геройство гвардии старшему сержанту Шишкову Виктору Фёдоровичу присвоено звание Героя Советского Союза с вручением ордена Ленина и медали «Золотая Звезда».
В 1947 году окончил Ульяновское военное училище связи, в 1956 году — Военную академию связи. Жил в Пензе. С 1959 года до выхода на пенсию в 1985 году работал на военной кафедре Пензенского политехнического института (ныне — Пензенский государственный университет). С 1981 года полковник Шишков — в запасе.
Умер 15 марта 1999 года. Похоронен в Пензе на Новозападном кладбище.

Бюст на Аллее Героев в Спасске

## Награды
- Медаль «Золотая Звезда» (27.06.1945)[2][3];
- орден Ленина (27.06.1945);
- орден Отечественной войны I степени (11.03.1985)[4];
- два ордена Отечественной войны II степени (14.04.1944[5]; ?);
- три ордена Красной Звезды (31.08.1943[6]; 06.06.1945[7]; ?);
- орден «За службу Родине в Вооружённых Силах СССР» III степени III степени (1979);
- медаль «За отвагу»;
- две медали «За боевые заслуги» (16.03.1943[8]; ?);
- другие медали.

## Увековечение памяти

Мемориальная доска в Пензе

- Бюст Виктора Шишкова установлен на Аллее Героев в парке города Спасска Пензенской области.
- В Пензе на жилом доме по улице Урицкого, 18, в котором с 1984 по 1999 года проживал Виктор Шишков, установлена посвящённая ему мемориальная доска.
- Именем В.Ф. Шишкова назван Учебный военный центр Пензенского государственного университета[9]
- 16 ноября 2022 года в Юридическом институте Пензенского государственного университета был проведен день памяти В.Ф. Шишкова[10].